# Coleophora galatellae
Coleophora galatellae is een vlinder uit de familie kokermotten (Coleophoridae). De wetenschappelijke naam is voor het eerst geldig gepubliceerd in 1942 door Hering.
De soort komt voor in Europa.